# Islande au Concours Eurovision de la chanson 2016
L'Islande est l'un des quarante-deux pays participants du Concours Eurovision de la chanson 2016, qui se déroule à Stockholm en Suède. Le pays est représenté par Greta Salóme et sa chanson Hear Them Calling, lauréates du Söngvakeppni Sjónvarpsins. Se classant 14e avec 51 points en demi-finale, le pays ne se qualifie pas pour la finale.

## Sélection
Le diffuseur islandais confirme le 13 juillet 2015 sa participation à l'Eurovision 2016, confirmant l'usage du Söngvakeppni  comme sélection.
12 chansons sont  en lice pour représenter le pays. Elles sont réparties dans deux demi-finales et 6 d'entre elles seront qualifiées pour la finale.

### Émissions

#### Première demi-finale
La première demi-finale a eu lieu le 6 février 2016 où 6 chansons ont concouru pour trois places en finale. Les qualifiés pour la finale ont été choisis uniquement par télévote. 
| Ordre | Artiste                                                      | Chanson          | Télévote | Place |
| ----- | ------------------------------------------------------------ | ---------------- | -------- | ----- |
| 1     | Gréta Salóme Stefánsdóttir                                   | Raddirnar        | 4 534    | 3     |
| 2     | Erna Hrönn Ólafsdóttir & Hjörtur Traustason                  | Hugur minn er    | 4 536    | 2     |
| 3     | Ingólfur Þórarinsson                                         | Fátækurnámsmaður | 3 474    | 4     |
| 4     | Sigríður Eir Zophoniasardóttir & Jóhanna Vala Höskuldsdóttir | Ég sé þig        | 1 599    | 6     |
| 5     | Karlotta Sigurðardóttir                                      | Óstöðvandi       | 5 943    | 1     |
| 6     | Sigga Eyrún                                                  | Kreisí           | 2 167    | 5     |

#### Deuxième demi-finale
La deuxième demi-finale prendra place le 13 février 2016 où 6 chansons concourront pour trois places en finale. Les qualifiés ne seront uniquement envoyés en finale que par le biais du télévote.
| Ordre | Artiste                                                   | Chanson            | Télévote | Place |
| ----- | --------------------------------------------------------- | ------------------ | -------- | ----- |
| 1     | Þórdís Birna Borgarsdóttir & Guðmundur Snorri Sigurðarson | Spring yfirheiminn | 4 909    | 2     |
| 2     | Erna Mist & Magnús Thorlacius                             | Ótöluðorð          | 2 847    | 4     |
| 3     | Helgi Valur Ásgeirsson                                    | Óvær               | 1 256    | 6     |
| 4     | Elísabet Ormslev                                          | Á ný               | 3 464    | 3     |
| 5     | Pálmi Gunnarsson                                          | Égleiðiþigheim     | 1 606    | 5     |
| 6     | Alda Dís Arnardóttir                                      | Augnablik          | 6 879    | 1     |

#### Finale
La finale aura lieu le 20 février 2016 où les chansons seront chantées dans la langue que les artistes voudraient chanter au concours. Lors de la première étape du vote, les votes d'un jury ainsi que du télévote seront combinés à parts égales afin de déterminer les deux chansons allant en super-finale. Le vainqueur ne sera alors plus déterminé que par le télévote.
| Ordre | Artiste                                                   | Chanson             | Télévote | Jury   | Total  | Place |
| ----- | --------------------------------------------------------- | ------------------- | -------- | ------ | ------ | ----- |
| 1     | Greta Salóme Stefánsdóttir                                | Hear Them Calling   | 11 769   | 9 100  | 20 869 | 2     |
| 2     | Erna Hrönn Ólafsdóttir & Hjörtur Traustason               | I Promised You Then | 8 218    | 8 255  | 16 473 | 4     |
| 3     | Karlotta Sigurðardóttir                                   | Eye of the Storm    | 10 820   | 8 710  | 19 530 | 3     |
| 4     | Þórdís Birna Borgarsdóttir & Guðmundur Snorri Sigurðarson | Ready to Break Free | 8 211    | 8 255  | 16 466 | 5     |
| 5     | Elísabet Ormslev                                          | Á ný                | 5 296    | 10 790 | 16 086 | 6     |
| 6     | Alda Dís Arnardóttir                                      | Now                 | 11 847   | 11 050 | 22 897 | 1     |

| Hear Them Calling   | 1 820 | 1 170 | 1 365 | 1 560 | 1 495 | 1 690 | 9 100  |
| I Promised You Then | 1 625 | 1 430 | 1 235 | 1 235 | 1 625 | 1 105 | 8 255  |
| Eye of the Storm    | 1 430 | 1 755 | 1 300 | 1 495 | 1 560 | 1 170 | 8 710  |
| Ready to Break Free | 1 105 | 1 495 | 2 210 | 1 170 | 975   | 1 300 | 8 255  |
| Á ný                | 1 430 | 2 210 | 1 170 | 2 080 | 2 015 | 1 885 | 10 790 |
| Now                 | 1 950 | 1 300 | 2 080 | 1 820 | 1 690 | 2 210 | 11 050 |

#### Superfinale
| Artiste                    | Chanson           | Télévote        | Place |
| -------------------------- | ----------------- | --------------- | ----- |
| Greta Salóme Stefánsdóttir | Hear Them Calling | 39 807 (61,32%) | 1     |
| Alda Dís Arnardóttir       | Now               | 25 111 (38,68%) | 2     |

Greta Salóme remporte la sélection avec sa chanson Hear Them Calling et est ainsi désignée comme représentante de l'Islande à l'Eurovision 2016.

## À l'Eurovision
L'Islande participe à la première demi-finale, le 10 mai 2016. Arrivée en 14e place avec 51 points, l'île ne s'est pas qualifiée pour la finale.